# Resolutie 2280 Veiligheidsraad Verenigde Naties
Resolutie 2280 van de Veiligheidsraad van de Verenigde Naties werd door de VN-Veiligheidsraad unaniem aangenomen op 7 april 2016 en verlengde de sancties tegen Zuid-Soedan verder met anderhalve maand.
De voorzitter van de Veiligheidsraad, op dat moment de Chinese vertegenwoordiger Liu Jieyi, legde ook een tekst voor. Die verwelkomde de vooruitgang bij de uitvoering de stappen die in de vorige tekst over Zuid-Soedan waren bepaald; waaronder veiligheidsregelingen en de terugkeer van een 800-tal militairen en agenten van de oppositie in de hoofdstad Djoeba. Er werd op aangedrongen om ook de overige stappen uit te voeren.
Oppositieleider Riek Machar deelde mee dat hij op 18 april zou terugkeren om samen met president Salva Kiir een overgangsregering te vormen.

## Achtergrond
In 2011 was Zuid-Soedan na decennia van conflict om het olierijke gebied onafhankelijk geworden van Soedan. Eind 2013 ontstond echter een politieke crisis tussen president Salva Kiir en voormalig vicepresident Riek Machar die uitdraaide op etnisch geweld en moordpartijen. Daarbij waren al twee miljoen mensen op de vlucht geslagen, en werd de bevolking van Zuid-Soedan nog dieper in de armoede en een humanitaire crisis geduwd.

## Inhoud
De sancties die in 2015 middels resolutie 2206 waren opgelegd werden verlengd tot 1 juni 2016. Het mandaat van het expertenpanel dat erop toezag werd verlengd tot 1 juli 2016.

## Stappen bepaald in 2016
Op 17 maart 2016 uitte de Veiligheidsraad zijn bezorgdheid over het feit dat de regering en oppositie in Zuid-Soedan hun akkoord om het politiek conflict in hun land op te lossen niet nakwamen. Daarom riep de Veiligheidsraad op tot het nemen van de volgende stappen:
1. Naleving van het staakt-het-vuren;
2. Medewerking aan de volledige uitvoering van veiligheidsregelingen in de hoofdstad Djoeba;
3. De president, eerste vicepresident en vicepresident nemen hun posities in de overheidsregering in Djoeba in;
4. Er worden geen acties genomen die tegen het IGAD-communiqué van 30-31 januari 2016 ingaan;[3]
5. De bevolking wordt beschermd en krijgt noodhulp;

Lijst ·  2260 ·  2261 ·  2262 ·  2263 ·  2264 ·  2265 ·  2266 ·  2267 ·  2268 ·  2269 ·  2270 ·  2271 ·  2272 ·  2273 ·  2274 ·  2275 ·  2276 ·  2277 ·  2278 ·  2279 ·  2280 ·  2281 ·  2282 ·  2283 ·  2284 ·  2285 ·  2286 ·  2287 ·  2288 ·  2289 ·  2290 ·  2291 ·  2292 ·  2293 ·  2294 ·  2295 ·  2296 ·  2297 ·  2298 ·  2299 ·  2300 ·  2301 ·  2302 ·  2303 ·  2304 ·  2305 ·  2306 ·  2307 ·  2308 ·  2309 ·  2310 ·  2311 ·  2312 ·  2313 ·  2314 ·  2315 ·  2316 ·  2317 ·  2318 ·  2319 ·  2320 ·  2321 ·  2322 ·  2323 ·  2324 ·  2325 ·  2326 ·  2327 ·  2328 ·  2329 ·  2330 ·  2331 ·  2332 ·  2333 ·  2334 ·  2335 ·  2336